# Араби в США
Араби в США — американці арабського походження. Арабські американці простежують походження від будь-якої з різних хвиль іммігрантів з країн, що входять до складу арабського світу.
За даними Арабсько-американського інституту (AAI), країни походження арабських американців включають Алжир, Бахрейн, Чад, Коморські острови, Джибуті, Єгипет, Ірак, Йорданію, Кувейт, Ліван, Лівію, Мавританію, Марокко, Оман, Катар, Палестину, Саудівську Аравію, Судан, Сирія, Сомалі, Туніс, Об'єднані Арабські Емірати та Ємен.
Згідно з переписом населення США 2010 року, у Сполучених Штатах проживало 1 698 570 арабських американців. З них 290 893 особи назвали себе просто арабами, а ще 224 241 — іншими арабами. Інші групи в переписі 2010 року перераховані за нацією походження, і деякі можуть бути або не бути арабами або вважати себе арабами. Найбільшою підгрупою є араби ліванського походження з 501 907, за ними йдуть єгипетського походження — 190 078 осіб, сирійського походження — 187 331 осіб, араби Іраку — 105 981 осіб, марокканці — 101 21 осіб, палестинські араби — 85 186 осіб, йорданські араби — 61 664 осіб.

## Релігія
Хоча більшість населення арабського світу є мусульманами, більшість арабських американців належать до християн. Крім того, більшість арабських християн є католиками.
За даними Арабсько-американського інституту, розподіл релігійної приналежності серед вихідців з арабських країн виглядає наступним чином: 63 % християни (35 % католиків (католики римського та східного обряду), 18 % православних, 10 % протестантів); 24 % — мусульман; 13 % — інші, ніякої приналежності.
Арабські християни, особливо з Лівану, Іраку, Палестини, Йорданії, Сирії та Єгипту, продовжують іммігрувати в США у 2000-х роках і продовжують формувати нові анклави та громади по всій країні.
Серед арабських мусульман більшість — суніти, також проживають шиїти.